# .41 AE
El .41 Action Express, desarrollado en 1986 por la empresa estadounidense Action Arms, es un cartucho en principio para el subfusil Uzi, pero después aparecieron pistolas que lo utilizaban.
El cartucho posee un casquillo del tamaño del 9mm Parabellum, lo que permite transformar una pistola de 9 mm al .41 AE cambiando pocas piezas.
Con una bala de 170 granos la velocidad inicial llega a los 335 m/s, dando una energía de 620 Julios.
El cartucho no terminó de cuajar, y fue perdiendo popularidad durante la década de 1990 a favor de otras municiones, hasta quedar obsoleto.